# ポール・モーリアの国内盤ディスコグラフィー
本項では、ポール・モーリアがレコード会社を経由して日本国内で発売した音楽商品につき、そのディスコグラフィーについて記述するため、フランス本国での発売分についてはフランス語サイトを参照されたい。
記載対象は、原則としてレコード店経由で一般流通されたレコード盤およびCDについてのみとし、併売または限定企画として発売されたカセットテープ・8トラックおよびオープンリール規格の各ミュージックテープや、出版社主導で制作された作品、通信販売や書店その他レコード店以外での流通を前提として制作された作品、各種プロモーション目的等で制作された非売品アイテムなどについては除外した。
但し、国内レコード会社との新規録音契約が終了して以降に発表された作品については、特に例外として販売経路が限定された作品についても記載した。
また、本記事の性質上、記載対象はポール・モーリア自身が指揮・制作・監修した作品に限定し、本人の没後に制作された追悼企画盤など他者が新規に制作した作品は除外している。
曲名等の表記は明らかな誤植を除きレコードジャケットの記載に従っているため、アイテム間にゆれが生じているものが多数あるが、資料性を重視し表記の統一は図っていない。
なお、規格番号につき●■はアナログレコード形態商品を、○□はCD形態商品を示すこととし、■および□はボックスセット商品を示すこととした。
また、再発売商品(曲目追加、別曲または再録音テイクとの差し替えあるものを含む)については、初発売作品の後に“;”記号で区分して規格番号を記し、個別アルバム名については[再]を冠して発売日に基づくものとし、シリーズ商品については該当商品欄に表記している。

## 国内盤オリジナルアルバム

### PHILIPSレーベル
日本国内で発売されたポール・モーリアの新作主体のアルバムは、フランス本国で発表されたオリジナルアルバムのままでは発表されず、複数のアルバムから再構成したり、日本をはじめとする各国からの依頼で実施された特別録音を追加するなどして、国内市場向けに編成して発売されたものが大半を占めていた。本節においては、新作主体のアルバム規格で発売されたものを基本としたが、大半が既発表楽曲で構成されたアルバムについてもカタログ上の位置づけを考慮して掲載し、発売告知されながら代表曲再録音などの事情から急遽発売中止となった作品も資料性に鑑みて敢えて掲載していることを予めお断りする。
1. 超ステレオ! 魅惑のヨーロッパ・トップ・ヒッツ (1966年5月1日 ●SFL-7284;  □UICY-9325)
2. 赤いサラファン/永遠なるロシア〜ポール・モーリア・ストリングス・ムード (1966年9月1日 ●SFX-7052;  ●FD-53,  ●PM-5,  ○PHCA-146,  ○PHCA-12002)
3. この胸のときめきを 永遠なるヨーロッパ・ムード (1966年9月 ●SFX-7061)
4. ポール・モーリア/ワールド・トップ・ヒッツ (1967年3月1日 ●SFX-7068;  □UICY-9326)
5. パリのあやつり人形/ヨーロッパ・トップ・ヒッツ (1967年9月 ●SFX-7085;  ○32PD-159, ○30PD-504)
6. あなたと夜とシャンソン・ムード (1967年12月 ●SFX-7096;  ●FD-24, ●PM-4, ●FDX-9145, ●EVER-4)
7. 恋のアランフェス/ポール・モーリア ラテンの幻想 (サバの女王/ポール・モーリア) (1968年6月25日 ●SFX-7113;  □UICY-9327)
8. ひとつぶの涙/ポール・モーリア (1968年10月25日 ●SFX-7123;  □UICY-9328)
9. ポール・モーリア/クリスマス・プレゼント (1968年11月 ●SFX-7127)
10. 悲しき天使/ポール・モーリア (1969年1月25日 ●SFX-7150;  □UICY-9329)
11. ポール・モーリア R&Bの素晴らしい世界 (1969年4月25日 ●SFX-7151;  ●PM-7, □UICY-9330)
12. 輝く星座/ポール・モーリアの世界の詩情 (1969年9月25日 ●SFX-7178;  ○32PD-163, ○30PD-506, □UICY-9331)
13. 裸足のイサドラ/ポール・モーリア (1970年6月25日 ●SFX-7220;  □UICY-9332)
14. 雨の訪問者/ポール・モーリアの華麗な世界 (1970年9月25日 ●SFX-7244;  □UICY-9333)
15. 華麗なるショパンの世界/ポール・モーリア (1971年3月1日 ●SFX-7297;  ●PM-13, ●FDX-9143, ○32PD-157, ○PHCF-3523)
16. エーゲ海の真珠/ある愛の詩 ポール・モーリア (1971年5月25日 ●SFX-7336;  ●EVER-1, ○32PD-162, ○30PD-504, ○PHCA-3061, □UICY-9335)
17. 雪が降る/ポール・モーリア (1971年9月25日 ●SFX-7391;  ○30PD-505, □UICY-9336)
18. ニュー・レコーディング・シリーズ 美しき愛の詩集/ポール・モーリア・エバー・グリーン (1971年11月25日 ●SFX-7411(規格変更により発売なし), ●FD-88;  □UICY-9334)
19. マミー・ブルー/ポール・モーリア (1971年12月20日 ●SFX-7443;  ○PHCA-3062, □UICY-9337)
20. ニュー・レコーディング・シリーズ ゴッドファーザー/ポール・モーリア (1972年6月5日 ●SFX-5022;  ○PHCA-3063, □UICY-9338)
21. 愛するハーモニー/ポール・モーリア青春の詩情 (1972年9月5日 ●SFX-5040;  □UICY-9339)
22. 想い出に生きる/ポール・モーリア・フレンチ・トップ・ヒッツ (1972年12月5日 ●SFX-5048;  □UICY-9340)
23. ラスト・タンゴ・イン・パリ〜天使のセレナード/ポール・モーリア (1973年5月25日 ●SFX-5070;  ○32PD-161, ○30PD-505, □UICY-9341)
24. 禁じられた遊び/ポール・モーリア (1973年10月5日 ●SFX-5090;  □UICY-9342)
25. イエスタデイ・ワンス・モア，ポセイドン・アドベンチャー/ポール・モーリア (1974年2月5日 ●SFX-5092;  □UICY-9343)
26. ポール・モーリア・ライブ・イン・ジャパン (1974年6月25日 ●SFX-5140;  ●FDX-151, ●PM-21, ○PHCA-9015)
27. パピヨン〜追憶〜メロディ・レディ/ポール・モーリア (1974年6月25日 ●SFX-5141;  □UICY-9344)
28. 愛は夢の中に〜カリブの白い砂/ポール・モーリア (1974年10月25日 ●SFX-6001;  □UICY-90685)
29. 愛の終りのサンバ ポール・モーリア・ブラジルの幻想 (1974年10月25日 ●SFX-6002;  ●PM-19, □PHCA-9013)
30. オリーブの首飾り/ポール・モーリア (1975年3月1日 ●FDX-119;  ○32PD-160, ○30PD-506, ○PHCA-3064, □UICY-90686)
31. そよ風の誘惑〜哀しみのソレアード/ポール・モーリア (1975年6月25日 ●FDX-150;  □UICY-90687)
32. [再]ポール・モーリア・ライブ・イン・ジャパン (1975年6月25日 ●FDX-151)
33. ポール・モーリア・幻想のリズム (1975年11月 ●FDX-169)
34. ポール・モーリア・プロデュースによるラブ・サウンズへの新しき挑戦 (1975年11月 ●FDX-170;  ●PM-20)
35. 巴里にひとり/リリー・マルレーン ポール・モーリア (1975年11月25日 ●FDX-175;  □UICY-90688)
36. O嬢の物語〜オンリー・イエスタデイ ポール・モーリア (1976年3月 ●FDX-191)
37. 見つめあう恋/ポール・モーリア (発売中止 ●FDX-230)
38. ラブ・イズ・スティル・ブルー/ポール・モーリア・ディスコ・センセイション (1976年8月5日 ●FDX-250;  □UICY-90689)
39. ポール・モーリア/ラブ・サウンズ・ジャーニー (1976年8月5日 ●FDX-251, ○20PD-1014)
40. 愛の讃歌/ポール・モーリア・ニュー・ワールド・トップ・ヒッツ'77 (1977年3月5日 ●FDX-300;  □UICY-90690)
41. フィーリング/ポール・モーリア・ニュー・ワールド・トップ・ヒッツ'77 パート2 (1977年6月25日 ●FDX-320;  □UICY-90691)
42. 夜明けのカーニバル/ポール・モーリア・ラブ・サウンズの熱い風 (1977年10月25日 ●FDX-340)
43. 聖母の宝石/ポール・モーリア・クラシックへの誘い (1977年11月5日 ●FDX-341;  ○32PD-158)
44. ポール・モーリアのホワイト・クリスマス (1977年11月5日 ●FDX-342;  ●28PP-91, ○32PD-65, ○PPD-1077, ○PHCA-30, ○PHCA-9003, ○UICY-80200)
45. ポール・モーリア華麗なるスーパー・スターの世界 (1978年3月25日 ●FDX-360;  □UICY-90692)
46. 星空のプロムナード ポール・モーリア・トップ・ヒッツ'78 (1978年3月25日 ●FDX-361;  □UICY-90693)
47. テイク・ア・チャンス〜Mr.サマータイム/ポール・モーリア (1978年8月25日 ●FDX-385;  □UICY-90694)
48. ポール・モーリア 愛のリクエスト・タイム (1978年10月25日 ●FDX-389)
49. オーバーシーズ・コール/ポール・モーリア・イン・ニューヨーク (1978年10月25日 ●FDX-390)
50. ペガサスの涙 ポール・モーリア (1979年2月15日 ●FDX-450;  □UICY-90695)
51. ポール・モーリア/輝きの旋律… (1979年3月25日 ●FDX-460;  □UICY-90696)
52. 愛のメッセージ/ポール・モーリア (1979年10月25日 ●FDX-465;  ○20PD-1015)
53. サファイアの瞳/ポール・モーリア (1980年2月25日 ●FDX-470;  □UICY-90697)
54. カリオカの碧い風/ポール・モーリア (1980年7月25日 ●FDX-490)
55. ポール・モーリア/シャレードの休日 (1980年9月25日 25PP-1;  □UICY-90698)
56. ポール・モーリア/華麗なるラブ・サウンズ (1981年3月 25PP-5)
57. ポール・モーリアと再会 (1981年8月5日 ●28PP-13;  □UICY-90699)
58. ポール・モーリア/海辺のフェリシダ〜ファンタジック・ハーモニー〜 (1981年10月 ●28PP-22;  □UICY-90700)
59. 窓からローマが見える/ポール・モーリア〜オリジナル・サウンド・トラック (1982年3月10日 ●28PP-28)
60. ポール・モーリア 恋人たちのバラード〜ファッショナブル・ワールド・ヒッツ〜 (1982年5月 ●28PP-34;  □UICY-90701)
61. 愛のカフェテラス〜ポール・モーリア/マジック (1982年10月1日 ●28PP-42;  □UICY-90702)
62. 私は風が好き/ポール・モーリア・デジタル・オン・ステージ (1983年3月 ●30PP-3;  ○32PD-106)
63. 恋する瞳/ポール・モーリア〜ファッショナブル・ドリーム〜 (1983年6月25日 ●28PP-48;  □UICY-90703)
64. フラッシュダンス ポール・モーリア BIG TOP (1983年9月 ●28PP-65;  □UICY-90704)
65. アイ・ライク・ショパン〜ポール・モーリア・トップ・ヒッツ・スクランブル (1984年6月25日 ●28PP-82, ○38PD-18;  ○32PD-18, □UICY-90705)
66. 哀しみのショパン〜ポール・モーリア・ワールド・トップ・ヒッツ〜 (1984年10月5日 ●28PP-86, ○38PD-22;  □UICY-90706)
67. [再]ポール・モーリアのホワイト・クリスマス (1984年11月5日 ●28PP-91)
68. アマポーラ/ポール・モーリア・スーパー・スクリーン・ヒッツ (1984年11月10日 ●28PP-92, ○38PD-23;  ○32PD-115)
69. 夏色のオブジェ/ポール・モーリア (1985年6月21日 ●28PP-100, ○32PD-50)
70. 愛の夢/ポール・モーリア・クラシック・ヒッツ (1985年10月21日 ●28PP-102, ○32PD-61)
71. [再]ポール・モーリアのホワイト・クリスマス (1985年11月1日 ○32PD-65)
72. [再]私は風が好き〜ポール・モーリア・オン・ステージ (1986年4月5日 ○32PD-106)
73. [再]エンドレス・ラブ/ポール・モーリア・スーパー・スクリーン・ヒッツ (1986年4月5日 ○32PD-115)
74. すべてをあなたに〜ポール・モーリア/トップ・オブ・ザ・ワールド (1986年7月5日 ●28PP-105, ○32PD-126)
75. [再]アイ・ライク・ショパン〜ポール・モーリア・トップ・ヒッツ・スクランブル (1986年7月25日 ○32PD-18)
76. [再]華麗なるショパンの世界/ポール・モーリア (1986年9月21日 ○32PD-157)
77. [再]マドンナの宝石〜ポール・モーリア/クラシックへの誘い (1986年9月21日 ○32PD-158)
78. G線上のアリア/ポール・モーリア・クラシック・ヒッツ (1986年9月25日 ●28PP-111, ○32PD-155)
79. プリマヴェーラの微笑〜ポール・モーリア・クラシック・アヴェニュー (1987年5月25日 ●28PP-134, ○32PD-266)
80. 嘆き鳥のレジェンド/ポール・モーリア (1987年9月30日 ●28PP-142, ○32PD-326)
81. パリの空の下〜ベスト・オブ・フランス/ポール・モーリア (1988年3月5日 ●28PP-144, ○32PD-432;  ○PHCA-12001)
82. きらめきのシンフォニー/ポール・モーリア (1988年9月5日 ○32PD-490)
83. 愛のセレナーデ12/ポール・モーリア (1989年6月25日 ○PPD-7)
84. [再]ホワイト・クリスマス/ポール・モーリア・グランド・オーケストラ (1989年11月5日 ○PPD-1077)
85. ポール・モーリア/スペイン夢紀行 (1990年2月25日 ○PPD-18, ○PHCA-114)
86. リオの休日/ポール・モーリア (1990年9月15日 ○PHCA-22)
87. [再]ポール・モーリア・ホワイト・クリスマス (1990年11月5日 ○PHCA-30)
88. ボサノヴァ・ウェイヴ ポール・モーリア (1991年7月25日 ○PHCA-70)
89. ポール・モーリア・イン・コンサート (1991年10月25日 ○PHCA-92)
90. ノスタルジャズ/ポール・モーリア (1992年2月26日 ○PHCA-107)
91. [再]スペイン夢紀行/ポール・モーリア (1992年6月5日 ○PHCA-114)
92. ポール・モーリア・クリスマス・メモリーズ (1992年11月6日 ○PHCA-131)
93. 想い出のトッカータ/ポール・モーリア (1993年6月25日 ○PHCA-137)
94. [再]哀愁のロシアン・メロディー/ポール・モーリア (1993年11月26日 ○PHCA-146)
95. [再]ホワイト・クリスマス/ポール・モーリア (1997年11月21日 ○PHCA-9003)
96. [再]ポール・モーリア/ファースト・ライヴ・イン・ジャパン (1998年10月28日 ○PHCA-9015)
97. [再]華麗なるショパン〜ワルツの世界 (1999年10月14日 ○PHCF-3523)
98. [再]Happy Christmas―クリスマス・アルバム名盤集― ポール・モーリアのホワイト・クリスマス (2022年11月2日 ○UICY-80200)

### キャニオンインターナショナル・レーベル
1. CHAGE & ASKA コレクション/ポール・モーリア (1994年5月20日 ○PCCY-00564)
2. ポール・モーリア/スーパー・ベスト・コレクション (1994年11月2日 ○PCCY-00628)
3. サウンドトラックス/ポール・モーリア (1995年7月21日 ○PCCY-00811)
4. ポール・モーリア/愛するために (1996年9月20日 ○PCCY-01019)
5. ポール・モーリア 30th アニヴァーサリー・コンサート (1996年11月21日 ○PCCY-01060)
6. ポール・モーリア/ロマンティック (1997年10月17日 ○PCCY-01170)

### ALL ACCESSレーベル
1. PAUL MAURIAT "SAYONARA" The Farewell Concert (2000年 ○VAL4-2000)

## 国内発売シングル盤

### PHILIPSレーベル
本節では、原則としてレコード盤については新作主体の規格盤についてのみ列記し、「ベスト・カップリング」等、下記以外に別途発売された規格の商品や3曲収録盤などは割愛した。但し、別規格で発売されたものでも新作のシングルカット、および、それに準じた扱いとして認められるものについては、例外として本節に記載した。
1. 他アーティスト楽曲 c/w 夜のメロディー (1965年12月 ●FL-1203)
2. 他アーティスト楽曲 c/w この胸のときめきを (1966年 ●SFL-1033)
3. この胸のときめきを c/w 恋にいのちを賭けて (1966年11月15日 ●SFL-1081)
4. 恋はみずいろ c/w 愛のおそれ (1967年10月5日 ●SFL-1123)
5. 傷だらけの心 c/w 恋のアランフェス (1968年7月 ●SFL-1163)
6. サバの女王 c/w 雨と涙 (1968年10月15日 ●SFL-1188)
7. 悲しき天使 c/w チキ・チキ・バン・バン (1969年1月25日 ●SFL-1201)
8. 蒼いノクターン c/w リラの季節 (1969年7月 ●SFL-1226)
9. さよなら c/w 輝く星座 (1970年 ●SFL-1241)
10. 裸足のイサドラ c/w カトリーヌ (1970年5月 ●SFL-1259)
11. 雨の訪問者 c/w 雨にぬれても (1970年 ●SFL-1287)
12. エーゲ海の真珠 c/w クラシカル・ガス (1970年12月20日 ●SFL-1307)
13. 黒いワシ c/w 悲しみの朝 (1971年 ●SFL-1326)
14. ベニスの愛 c/w ある愛の詩 (1971年 ●SFL-1343)
15. マミー・ブルー c/w 愛の願い (1971年 ●SFL-1397)
16. 果てしなき愛 c/w 恋人たちのメロディー (1972年 ●SFL-1406)
17. ゴッドファーザー c/w 太陽のように (1972年5月5日 ●SFL-1720)
18. 渚の別れ c/w 愛の休日 (1972年10月 ●SFL-1745)
19. 恋は太陽の下で c/w ウィ・シャル・ダンス (1972年 ●SFL-1758)
20. 天使のセレナード c/w 口笛の鳴る丘 (1973年2月 ●SFL-1774)
21. シバの女王 c/w 星空に捧げて (1973年 ●SFL-1797)
22. ラスト・タンゴ・イン・パリ c/w 恋人よ飛んでおいでよ (1973年 ●SFL-1800)
23. 涙のトッカータ c/w 真珠とり (1973年7月25日 ●SFL-1811)
24. レイン・レイン c/w すてきなフィオ (1973年9月 ●SFL-1814)
25. 禁じられた遊び c/w ロミオとジュリエット (1973年 ●SFL-1867)
26. カリブの白い砂 c/w メロディー・レディ“メランコリー” (1974年11月 ●SFL-1869)
27. オリーブの首飾り c/w 愛の歌が続く限り (1975年1月25日  ●SFL-2001)
28. O嬢の物語 c/w レディ・レイ(レディ・レイは最高さ!) (1976年 ●SFL-2052)
29. 薔薇色のメヌエット c/w メリーザ (1976年3月 ●SFL-2054)
30. ラブ・イズ・スティル・ブルー〜恋はみずいろ'77 c/w 恋のシャリオ (1976年 ●SFL-2092)
31. オー・ラ・ラ・オーサカ c/w 京都、雨の朝 (1976年 ●SFL-2100)
32. パリ＝東京直行便 c/w お嬢さんのタンゴ (1976年 ●SFL-2101)
33. 湖に消えた恋 c/w 碧い海のサンバ (1976年 ●SFL-2102)
34. ハカタ・ディスコ・ハウス c/w 夜の港のボサノバ (1976年 ●SFL-2103)
35. ラブ・イズ・スティル・ブルー〜恋はみずいろ'77(ディスコ・ミックス) c/w エーゲ海の真珠(ディスコ・ヴァージョン) (1976年 ●45S-1004)
36. パロマ・ブランカ(幸せの白い鳩) c/w おもいでのスクリーン (1976年 ●SFL-2123)
37. 夜明けのカーニバル(ブラジリア・カーニバル) c/w 君に捧げるメロディ (1977年1月25日 ●SFL-2143)
38. スター誕生の愛のテーマ c/w シャンソン・ダムール (1977年 ●SFL-2161)
39. 友よ静かに死ね c/w 夏のあしあと (1977年 ●SFL-2163)
40. そよ風のメヌエット c/w 祭りの夜 (1977年5月 ●SFL-2171)
41. フィーリング c/w やさしく歌って (1977年 ●FD-2037)
42. ビリティスのテーマ c/w さらば恋の夏 (1977年 ●SFL-2204)
43. 聖母の宝石 c/w 蛍の光 (1977年 ●FD-2046)
44. マイ・ウェイ c/w ピアノ・スター (1977年 ●SFL-2218)
45. 夜明けのカーニバル c/w 愛のサンバは永遠に (1977年 ●SFL-2228)
46. サニー c/w アイム・ノット・イン・ラブ (1977年 ●SFL-2229)
47. アリラン c/w 太陽と水 (1977年 ●SFL-2230)
48. ポール・モーリアのテーマ c/w 蒼いノクターン (1977年 ●SFL-2231)
49. 星空のプロムナード c/w 今日かぎりの愛 (1978年2月 ●SFL-2248)
50. Mr.サマータイム c/w サマー・イブニング (1978年6月 ●SFL-2296)
51. 愛で殺したい c/w ファンタジー・ブルー (1978年 ●SFL-2318)
52. カム・バック c/w ジョイ・オブ・ユー (1978年 ●SFL-2330)
53. ペガサスの涙 c/w さよならの朝 (1979年2月 ●SFL-2400)
54. みずいろの雨 c/w たそがれマイ・ラブ (1979年 ●SFL-2401)
55. 続ある愛の詩 c/w ある愛の詩 (1979年 ●SFL-2434)
56. 季節の中で c/w 「いちご白書」をもう一度 (1979年 ●SFL-2445)
57. 人間の証明 c/w カリフォルニア・シャワー (1979年 ●SFL-2446)
58. ビューティフル・ネーム c/w 夢想花 (1979年 ●SFL-2447)
59. サファイアの瞳 c/w 人生は航海(シップス) (1979年2月5日 ●SFL-2464)
60. ジュ・テーム、ジュ・テーム c/w 口笛の鳴る丘 (1980年6月5日 ●SFL-2491)
61. 栗色の小鳥 c/w お嬢さんのタンゴ (1980年6月5日 ●SFL-2493)
62. 幸せへの旅路 c/w 可愛いラブ・バード (1980年6月5日 ●SFL-2495)
63. カリオカの碧い風 c/w フワナ・フランシスカ (1980年7月25日 ●SFL-2502)
64. シャレードの休日 c/w シーズ・ライク・ア・ソング (1980年 ●7PP-12)
65. 悲しい悪魔 c/w ロマンティック・レーザー (1980年11月 ●7PP-13)
66. 再会 c/w 渚のプレリュード (1981年8月5日 ●7PP-38)
67. 愛のファンタジー c/w 海辺のフェリシダ (1981年 ●7PP-52)
68. 窓からローマが見える(グリーン・レイク) c/w ローマから愛をこめて (1982年3月25日 ●7PP-59)
69. 恋人たちのバラード c/w エンドレス・ラブ (1982年 ●7PP-69)
70. 愛のカフェテラス c/w 恋はみずいろ'83 (1982年 ●7PP-78)
71. ワイルド・スプリング c/w アイ・ディドゥント・ノウ (1983年6月5日 ●7PP-103)
72. オータム・ストーリーのテーマ c/w 夜のファンタジー (1983年9月5日 ●7PP-110)
73. 愛のかおり c/w フラッシュダンス〜ホワット・ア・フィーリング (1983年 ●7PP-115)
74. 釜山港へ帰れ c/w アリラン (1983年 ●7PP-116)
75. アイ・ライク・ショパン c/w 哀しみのカンタービレ (1984年 ●7PP-131)
76. 哀しみのショパン c/w 風のストリングフィールド (1984年 ●7PP-161)
77. 愛のトラヴィアータ c/w 涙のカノン (1985年10月21日 ●7PP-189)
78. 嘆き鳥のレジェンド c/w ふたりのディベルティメント (1986年9月25日 ●7PP-250)
79. 薔薇色のメヌエット c/w 想い出のトッカータ (1994年10月21日 ○PHDR-138)

### キャニオンインターナショナル・レーベル
1. カルテット・フォー・神戸 by ザ・フォー・フレンチメン c/w サンシャイン・トゥモロウ 他 (1995年4月28日 ○PCCY-00749)
2. 愛のしずくを(ムツゴロウ合唱団 with ポール・モーリア) c/w 同(インストゥルメンタル) 他 (1997年4月18日 ○PCDY-00143)

### ミュージックリーグ
1. アイ・ウィル・フォロー・ヒム c/w 私は風が好き 他 (2003年 ○MLPM-2003)

## 国内発売コンパクト盤

### BEL AIRレーベル音源
国内では日本コロムビアからコロムビアレーベルで発売された。
1. ポール・モーリア・ミニデラックス (1968年12月 ●YSS-97-AX)
2. ポール・モーリア・ミニデラックス-2 (1969年 ●YSS-104-AX)
3. ポール・モーリア・ラテン・ミニデラックス-1 (1969年4月 ●YSS-110-AX)
4. ポール・モーリア・ラテン・ミニデラックス-2 (1969年4月 ●YSS-111-AX)
5. ポール・モーリア・ラテン・ミニデラックス-3 (1969年4月 ●YSS-112-AX)
6. ポール・モーリア・クリスマス・ミニデラックス (1969年11月 ●YSS-140-AX)

### PHILIPSレーベル
1. ガール ベスト・ヒット'66 (1966年9月1日 ●SFL-3152)
2. 赤いサラファン/ポール・モーリア・ストリングス・ムード (1966年10月 ●SFL-3159)
3. 恋はみずいろ/ポール・モーリア・トップ・ヒッツ (1968年7月 ●SFL-3214)
4. サニー/ポール・モーリア・アメリカン・ヒット (1968年7月 ●SFL-3215)
5. ポール・モーリア・スクリーン・テーマ (1968年7月 ●SFL-3216)
6. 傷だらけの心/ポール・モーリア (1968年 ●SFL-3227)
7. ホワイト・クリスマス/ポール・モーリア (1968年 ●SFL-3235)
8. ミセス・ロビンソン/ポール・モーリア (1968年 ●SFL-3236)
9. シャンソン・ムード・ベスト4 (1968年 ●SFL-3239)
10. 悲しき天使 (1968年 ●SFL-3248)
11. ポール・モーリア/R&Bの素晴らしい世界 (1969年 ●SFL-3250)
12. 恋はみずいろ/ポール・モーリア・ミニ・カスタム (1968年 ●FD-3001)
13. 輝く星座/ポール・モーリア・ミニ・カスタム (1969年 ●FD-3010)
14. ポール・モーリア (1975年 ●FDX-3001)
15. ポール・モーリア (1975年 ●FDX-3011)

## 国内盤コンピレーションアルバム

### BEL AIRレーベル音源

#### 単品アルバム
カラー・デラックス・シリーズ
1. ポール・モーリア・シャンソン・デラックス (1968年11月 ●XS-69-AX)
2. ポール・モーリア・ラテン・デラックス (1969年 ●XS-76-AX)
3. ポール・モーリア・クリスマス・プレゼント (1969年 ●XS-90-AX)

その他単品アルバム
1. ポール・モーリア クリスマス・アルバム (1968年 ●YS-2078-AX)
2. ポール・モーリア 魅惑のシャンソン・ムード (1972年 ●SS-1072-MU)
3. ポール・モーリアとフランスめぐり (1972年 ●YS-2669-MU)
4. パーフェクション2500 決定盤! ポール・モーリア デラックス (1976年 ●YD-7156-MU)

#### 2枚組アルバム
1. ベスト・コレクション・ダブル・デラックス/ポール・モーリア (1972年 ●PSS-238/9-MU)

### PHILIPSレーベル音源
本節ではアルバムとしての構成枚数によって大きく分類し、次に構成意図によりシリーズ商品として発売されたものを各企画ごとに、最後に単独で発売されたものを、それぞれ発売時期順に列記した。なお、シリーズ企画として発売された中ではオリジナル・アルバムの再発売分が含まれているものもあるが、当該企画の全体像を把握する意味から除外せずに記述した。その分については重複記載による混乱を防止する目的から、再発売の項目では記載対象から除外していることを予めお断りする。

#### 単品アルバム
エクスペリメンタル・スーパーソニック・ステレオ・サウンド
1. ESSS プレゼンツ・ヨーロッパ・トップ・ヒット (1968年2月 ●45X-104)
2. ESSS プレゼンツ 愛のおそれ/ポール・モーリア (1968年6月 ●45X-110)
3. ホワイト・クリスマス/ポール・モーリア (1968年11月 ●45X-6)

カスタム・シリーズ
1. ポール・モーリア・カスタム・デラックス (1969年12月1日 ●FD-16)
2. [再]ポール・モーリア・シャンソン・ムード・カスタム・デラックス (1969年4月25日 ●FD-24)
3. ポール・モーリア・カスタム・アンコール (1970年2月1日 ●FD-38)
4. [再]ポール・モーリア・ロシア・ムード・カスタム・デラックス (1970年9月 ●FD-53)
5. カスタム・デラックス/ポール・モーリア・スクリーン・テーマ (1970年11月1日 ●FD-62)
6. カスタム・デラックス/ポール・モーリア・クリスマス・スペシャル (1971年10月25日 ●FD-86)

NEW CUSTOM SERIES
1. ポール・モーリア・ニュー・カスタム (1972年4月1日 ●FD-101)
2. ビートルズの世界/ポール・モーリア (1972年6月 ●FD-114;  ●PM-10, ●FDX-9147, ●EVER-5, ○PHCA-19, ○PHCA-12006, ○UICY-8003)

カスタム20
1. イージー・リスニング・カスタム・コレクション/ポール・モーリア (1971年11月25日 ●FDX-16)
2. ゴッドファーザー/愛の休日 ポール・モーリア・ラブ・サウンド・カスタム20 (1973年4月5日 ●FDX-54)
3. ポール・モーリア・クリスマス・パーティ (1973年 ●FDX-65)
4. ポール・モーリア スクリーン・テーマ・カスタム20 (1974年1月 ●FDX-67)

フォノグラム・4チャンネル・シリーズ
1. エーゲ海の真珠/ポール・モーリア (1972年11月 ●4DX-1)
2. 華麗なる4チャンネルの世界/ポール・モーリア (1973年2月 ●4DX-3)
3. 愛の休日/ポール・モーリア・4チャンネルの世界 (1973年8月 ●4DX-8)
4. 涙のトッカータ/ポール・モーリア魅惑の4チャンネル (1973年11月 ●4DX-12)
5. ｢エーゲ海の真珠｣｢涙のトッカータ｣ 4チャンネル/ポール・モーリア・ベスト・オブ・ベスト (1974年11月 ●4DX-28)
6. オリーブの首飾り〜イエスタデイ・ワンス・モア ポール・モーリア〜華麗なる4チャンネルの世界 (1975年4月 ●4DX-43)
7. 4チャンネル/ポール・モーリア・きらめく映画音楽〜｢追憶｣〜｢禁じられた遊び｣ (1975年7月 ●4DX-46)
8. ｢オリーブの首飾り｣｢イエスタデイ・ワンス・モア｣ 4チャンネル/ポール・モーリア・ベスト・オブ・ベスト Vol.2 (1975年12月 ●4DX-59)
9. エマニエル夫人〜恋のやまい ポール・モーリア華麗なる4チャンネル (1976年2月 ●4DX-60)
10. ｢オリーブの首飾り｣｢エマニエル夫人｣ ポール・モーリア魅惑の4チャンネルのすべて (1976年6月 ●4DX-62)

ポール・モーリア・コレクション PMシリーズ
1. 恋はみずいろ/愛の休日 ポール・モーリア・フレンチ・ポップス・スペシャル (1973年6月 ●PM-1;  ●EVER-2)
2. エーゲ海の真珠/シバの女王 ポール・モーリア・ラブ・サウンド・スペシャル (1973年6月 ●PM-2)
3. ゴッドファーザー/シェルブールの雨傘 ポール・モーリア映画音楽への誘い (1973年6月 ●PM-3;  ●EVER-3)
4. [再]枯葉/魅惑のワルツ ポール・モーリア・シャンソン・ムード (1973年6月 ●PM-4)
5. [再]二つのギター/ポールシカ・ポーレ ポール・モーリア・ロシア・ムード (1973年6月 ●PM-5)
6. アドロ/コンドルは飛んで行く ポール・モーリア・ラテン・アルバム (1973年8月 ●PM-6)
7. [再]ラブ・チャイルド ポール・モーリア ソウルの世界 (1973年8月 ●PM-7)
8. ラスト・タンゴ・イン・パリ/小さな恋のメロディー ポール・モーリア・映画音楽への誘い Vol.2 (1973年9月 ●PM-8)
9. 涙のトッカータ/天使のセレナード ポール・モーリア・ラブ・サウンズ Vol.2 (1973年9月 ●PM-9)
10. ミッシェル/レット・イット・ビー ポール・モーリア・ビートルズの世界 (1973年9月 ●PM-10)
11. 禁じられた遊び/ジーザス・クライスト・スーパースター ポール・モーリア/映画音楽への誘い Vol.3 (1974年4月 ●PM-11)
12. イエスタデイ・ワンス・モア/やさしく歌って ポール・モーリア・ラブ・サウンズ Vol.3 (1974年4月 ●PM-12)
13. [再]華麗なるショパンの世界/ポール・モーリア (1974年4月 ●PM-13)
14. ポール・モーリア・ラヴ・サウンズ Vol.4 (1975年3月 ●PM-14)
15. ｢オリーブの首飾り｣｢ポール・モーリアのR&B｣ ポール・モーリア・ラブ・サウンズ Vol.5 (1976年2月 ●PM-15)
16. ｢巴里にひとり｣｢小さなカンタータ｣ ポール・モーリア・ラブ・サウンズ Vol.6 (1976年2月 ●PM-16)
17. エマニエル夫人・ゴッドファーザーPARTⅡ ポール・モーリア・映画音楽への誘い Vol.4 (1976年 ●PM-17)
18. パロマ・ブランカ(幸せの白い鳩)・恋のアランフェス ポール・モーリア・ラブ・サウンズ Vol.7 (1976年 ●PM-18)
19. [再]愛の終りのサンバ/ポール・モーリア・ブラジルの幻想 (1978年 ●PM-19)
20. [再]｢恋はみずいろ｣｢イエスタデイ｣ ポール・モーリア・サウンド/スティール・ギターの詩情 (1979年 ●PM-20)
21. [再]ポール・モーリア・ライブ・イン・ジャパン (1979年2月25日 ●PM-21)
22. ペガサスの涙・フィーリング ポール・モーリア/ワールド・ヒット・スペシャル (1979年 ●PM-22)

ポール・モーリア・ラブ・サウンズ全集
1. 恋はみずいろ/ポール・モーリア・ラブ・サウンズ全集(1) (1974年10月 ●FDX-501)
2. エーゲ海の真珠/ポール・モーリア・ラブ・サウンズ全集(2) (1974年10月 ●FDX-502)
3. シバの女王/ポール・モーリア・ラブ・サウンズ全集(3) (1974年10月 ●FDX-503)
4. イエスタデイ・ワンス・モア/ポール・モーリア・ラブ・サウンズ全集(4) (1974年10月 ●FDX-504)
5. 涙のトッカータ/ポール・モーリア・ラブ・サウンズ全集(5) (1974年10月 ●FDX-505)

リフレクション18
1. ポール・モーリア・グレイテスト・ヒッツ18 (1975年9月25日 ●FDX-7001;  ○PHCA-16001, ○PHCA-9006, ●UIJY-9014)
2. ポール・モーリア・スクリーン・ヒット・リフレクション18 (1975年10月25日 ●FDX-7016;  ○PHCA-16002, ○PHCA-9007)
3. ポール・モーリア・ラヴ・サウンズ・ヒッツ・リフレクション18 (1975年11月25日 ●FDX-7036;  ○PHCA-16003, ○PHCA-9008)
4. ポール・モーリア・ラブ・サウンド リフレクション18 (1977年9月25日 ●FDX-7066)
5. ポール・モーリア・映画音楽リフレクション18 (1977年9月25日 ●FDX-7067)

45R.P.M.オーディオ・チェック・シリーズ
1. エーゲ海の真珠・シバの女王 ポール・モーリア (1977年 ●45S-1)
2. オリーブの首飾り・恋のアランフェス ポール・モーリア (1977年 ●45S-2)
3. 涙のトッカータ，イエスタデイ・ワンス・モア ポール・モーリア (1977年 ●45S-3)
4. フィーリング/ポール・モーリア (1977年 ●45S-14)
5. そよ風のメヌエット/ポール・モーリア (1977年 ●45S-15)
6. 聖母の宝石/ポール・モーリア (1977年 ●45S-29)
7. 禁じられた遊び/ポール・モーリア (1977年 ●45S-30)
8. 007/私を愛したスパイ〜ポール・モーリア (1978年 ●45S-34)
9. 夜明けのカーニバル/ポール・モーリア (1978年 ●45S-35)
10. 愛のサンバは永遠に/ポール・モーリア (1978年 ●45S-36)

オーディオ・クリニック・シリーズ(ポピュラー編)
1. 恋はみずいろ'77/ポール・モーリア・グランド・オーケストラ (1979年 ●BT-8501)
2. イエスタディ・ワンス・モア/ポール・モーリア・グランド・オーケストラ (1979年 ●BT-8502)
3. エーゲ海の真珠(ディスコ・ヴァージョン)/ポール・モーリア・グランド・オーケストラ (1979年 ●BT-8506)
4. オリーブの首飾り/ポール・モーリア・グランド・オーケストラ (1979年 ●BT-8507)

ポール・モーリア1500サミット
1. ｢蒼いノクターン｣｢シバの女王｣ ポール・モーリア 愛とロマンの詩情 (1979年12月5日 ●15PP-1)
2. ｢恋はみずいろ｣｢恋のアランフェス｣ ポール・モーリア 青春の讃歌 (1979年12月5日 ●15PP-2)
3. ｢エーゲ海の真珠｣｢ある愛の詩｣ ポール・モーリア ラブ・サウンズへの誘い (1979年12月5日 ●15PP-3)
4. ｢涙のトッカータ｣｢イエスタデイ・ワンス・モア｣ ポール・モーリア ビューティフル・ヒット (1979年12月5日 ●15PP-4)
5. ｢オリーブの首飾り｣｢フィーリング｣ ポール・モーリア 輝ける世界 (1979年12月5日 ●15PP-5)

デジタル・マスタリング・シリーズ
1. ポール・モーリア・デジタル・ベスト (1981年11月5日 ●28PP-50)
2. ポール・モーリア スクリーン・テーマ/デジタル・ベスト (1981年11月5日 ●28PP-51)

エバーブライトコレクション
1. [再]エーゲ海の真珠・ある愛の詩/ポール・モーリア (1983年 ●EVER-1)
2. [再]恋はみずいろ・愛の休日/ポール・モーリア・フレンチ・ポップス・スペシャル (1983年 ●EVER-2)
3. [再]ゴッドファーザー・シェルブールの雨傘/ポール・モーリア映画音楽の誘い (1983年 ●EVER-3)
4. [再]枯葉・魅惑のワルツ/ポール・モーリア・シャンソン・ムード (1983年 ●EVER-4)
5. [再]ポール・モーリア・ビートルズの世界 (1983年 ●EVER-5)

ポール・モーリア発売20周年特別企画(LP)
1. ポール・モーリア/あの頃のポップス/アメリカン・ヒット'60〜'70 (1983年12月1日 ●28PP-70, ○38PD-5)
2. ポール・モーリア/あの頃のポップス/アメリカン・ヒット'71〜'77 (1983年12月1日 ●28PP-71, ○38PD-6)
3. ポール・モーリア/あの頃のポップス/アメリカン・ヒット'78〜'83 (1983年12月1日 ●28PP-72, ○38PD-7)
4. ポール・モーリア/あの頃のポップス/ヨーロピアン・ヒット'60〜'70 (1983年12月1日 ●28PP-73, ○38PD-8)
5. ポール・モーリア/あの頃のポップス/ヨーロピアン・ヒット'71〜'77 (1983年12月1日 ●28PP-74, ○38PD-9)
6. ポール・モーリア/あの頃のポップス/ヨーロピアン・ヒット'78〜'83 (1983年12月1日 ●28PP-75, ○38PD-10)
7. ポール・モーリア/あの頃のスクリーンミュージック/男と女〜卒業 (1983年12月1日 ●28PP-76, ○38PD-1)
8. ポール・モーリア/あの頃のスクリーンミュージック/禁じられた遊び〜ある愛の詩 (1983年12月1日 ●28PP-77, ○38PD-2)
9. ポール・モーリア/あの頃のスクリーンミュージック/ムーンライト・セレナーデ〜夏の日の恋 (1983年12月1日 ●28PP-78, ○38PD-3)
10. ポール・モーリア/あの頃のスクリーンミュージック/カーネギーホール〜フラッシュダンス (1983年12月1日 ●28PP-79, ○38PD-4)

ポール・モーリア発売20周年特別企画(CD)
1. [再]ポール・モーリア/あの頃のスクリーンミュージック 男と女〜卒業 (1984年7月5日 ○38PD-1;  ○32PD-31)
2. [再]ポール・モーリア/あの頃のスクリーンミュージック 禁じられた遊び〜ある愛の詩 (1984年7月5日 ○38PD-2;  ○32PD-32)
3. [再]ポール・モーリア/あの頃のスクリーンミュージック ムーンライト・セレナーデ〜夏の日の恋 (1984年7月5日 ○38PD-3;  ○32PD-33)
4. [再]ポール・モーリア/あの頃のスクリーンミュージック カーネギーホール〜フラッシュダンス (1984年7月5日 ○38PD-4;  ○32PD-34)
5. [再]ポール・モーリア あの頃のポップス〜アメリカン・ヒット'60〜'70 (1984年7月5日 ○38PD-5;  ○32PD-58)
6. [再]ポール・モーリア あの頃のポップス〜アメリカン・ヒット'71〜'77 (1984年7月5日 ○38PD-6;  ○32PD-112)
7. [再]ポール・モーリア あの頃のポップス〜アメリカン・ヒット'78〜'83 (1984年7月5日 ○38PD-7;  ○32PD-113)
8. [再]ポール・モーリア あの頃のポップス〜ヨーロピアン・ヒット'60〜'70 (1984年7月5日 ○38PD-8;  ○32PD-57)
9. [再]ポール・モーリア あの頃のポップス〜ヨーロピアン・ヒット'71〜'77 (1984年7月5日 ○38PD-9;  ○32PD-59)
10. [再]ポール・モーリア あの頃のポップス〜ヨーロピアン・ヒット'78〜'83 (1984年7月5日 ○38PD-10;  ○32PD-114)

ポール・モーリア・オリジナル・コレクション
1. [再]恋はみずいろ/ポール・モーリア (1986年9月21日 ○32PD-159)
2. [再]オリーブの首飾り/ポール・モーリア (1986年9月21日 ○32PD-160)
3. [再]涙のトッカータ/ポール・モーリア (1986年10月21日 ○32PD-161)
4. [再]エーゲ海の真珠/ポール・モーリア (1986年10月21日 ○32PD-162)
5. [再]蒼いノクターン/ポール・モーリア (1986年10月21日 ○32PD-163)

ポール・モーリア 20eme Anniversaire 地中海クラブ・シリーズ
1. ギリシャの夢の跡〜ポール・モーリア・エーゲ海の真珠 (1987年5月25日 ○30PD-274)
2. バロック・管弦楽サロン〜ポール・モーリア・クラシックの旅情 (1987年5月25日 ○30PD-275)
3. カディスの星〜ポール・モーリア・遥かなるスペイン (1987年5月25日 ○30PD-276)
4. マジョルカ島の恋〜ポール・モーリア・夏の想い出 (1987年5月25日 ○30PD-277)

Platinum CD Memories
1. この愛を永遠に〜ラブ・サウンズ1967〜86 (1987年9月30日 ○20PD-1000;  ○PHCA-3029, ○PHCA-14004, PHCR-12538)
2. 想い出を永遠に〜不滅のラブ・サウンズ・シネマ/ポール・モーリア (1987年12月20日 ○20PD-1001)
3. あの恋をもう一度〜ラブ・イズ・ブルー/ポール・モーリア (1988年2月5日 ○20PD-1005)
4. ポップ・クラシックへの誘い/ポール・モーリア (1988年3月5日 ○20PD-1006)

CD-VIDEO
1. 嘆き鳥のレジェンド/ポール・モーリア (1987年12月21日 ○24VP-1)

来日記念特別限定
1. [再]ラブ・サウンズ・ジャーニー〜日本の印象/ポール・モーリア (1988年7月25日 ○20PD-1014)
2. [再]愛のメッセージ〜日本のポップス/ポール・モーリア (1988年7月25日 ○20PD-1015)

ポール・モーリア・オリジナルCDコレクターズ
1. [再]恋はみずいろ〜エーゲ海の真珠/ポール・モーリア (1988年10月10日 ○30PD-504)
2. [再]涙のトッカータ〜雪が降る/ポール・モーリア (1988年10月10日 ○30PD-505)
3. [再]オリーブの首飾り〜蒼いノクターン/ポール・モーリア (1988年10月10日 ○30PD-506)

クラシックとの出逢い
1. みじかくも美しく燃え/ポール・モーリア・グランド・オーケストラ (1989年4月7日 ○PPD-3003)
2. さよならをもう一度/ポール・モーリア・グランド・オーケストラ (1989年4月7日 ○PPD-3004)

サウンドパティオ・シリーズ
1. 思い出のパリ (1989年6月5日 ○23PD-26)
2. 美しきスペイン〜イタリア (1989年6月5日 ○23PD-27)
3. サマー・タイム・イン地中海 (1989年6月5日 ○23PD-28)

ポール・モーリアCDコレクション
1. オリーブの首飾り〜恋はみずいろ/ポール・モーリア・ラヴ・サウンド・コレクションⅠ (1990年7月5日 ○PHCA-11;  ○PHCA-12003)
2. 涙のトッカータ〜エーゲ海の真珠/ポール・モーリア・ラヴ・サウンド・コレクションⅡ (1990年7月5日 ○PHCA-12;  ○PHCA-12004)
3. コパカバーナ〜やさしく歌って/ポール・モーリア・アメリカン・ヒッツ・コレクション (1990年7月5日 ○PHCA-13)
4. 雪が降る〜ジュ・テーム・モワ・ノン・プリュ/ポール・モーリア・ヨーロピアン・ヒッツ・コレクション (1990年7月5日 ○PHCA-14)
5. ある愛の詩〜男と女/ポール・モーリア・シネマ・サウンド・コレクションⅠ (1990年7月5日 ○PHCA-15)
6. 白い恋人たち〜スター誕生/ポール・モーリア・シネマ・サウンド・コレクションⅡ (1990年8月5日 ○PHCA-16;  ○PHCA-12005)
7. みじかくも美しく燃え〜恋のアランフェス/ポール・モーリア・クラシック・ポップ・コレクションⅠ (1990年8月5日 ○PHCA-17)
8. 愛の歓び〜禁じられた遊び/ポール・モーリア・クラシック・ポップ・コレクションⅡ (1990年8月5日 ○PHCA-18)
9. イエスタデイ〜明日に架ける橋/ポール・モーリア・ビッグ・スター・ヒット・コレクション (1990年8月5日 ○PHCA-19;  ○PHCA-12006, ○UICY-8003)
10. 愛の讃歌〜マイ・ウェイ/ポール・モーリア・スタンダード・コレクション (1990年8月5日 ○PHCA-20)

ポール・モーリア・フランス・オリジナル・リマスター・コレクション
1. 恋はみずいろ～ブルーミング・ヒッツ◎ポール・モーリア (1997年2月26日 ○PHCA-3060)
2. [再]エーゲ海の真珠〜ある愛の詩◎ポール・モーリア (1997年2月26日 ○PHCA-3061)
3. [再]マミー・ブルー〜青春に乾杯◎ポール・モーリア (1997年2月26日 ○PHCA-3062)
4. [再]ゴッドファーザー〜夏の日の恋◎ポール・モーリア (1997年2月26日 ○PHCA-3063)
5. [再]オリーブの首飾り◎ポール・モーリア (1997年2月26日 ○PHCA-3064)

ポピュラー・ヒットパレード1200
1. [再]パリの空の下〜ベスト・オブ・フランス/ポール・モーリア (1998年6月29日 ○PHCA-12001)
2. [再]哀愁のロシアン・メロディー/ポール・モーリア (1998年6月29日 ○PHCA-12002)
3. [再]ベスト・オブ・ポール・モーリア Vol.Ⅰ (1998年6月29日 ○PHCA-12003)
4. [再]ベスト・オブ・ポール・モーリア Vol.Ⅱ (1998年6月29日 ○PHCA-12004)
5. [再]ポール・モーリア/ベスト・オブ・シネマ・サウンド (1998年6月29日 ○PHCA-12005)
6. [再]ポール・モーリア/ビッグ・スターの世界 (1998年6月29日 ○PHCA-12006)

Golden Hits Parade ベスト・セレクション・シーズ
1. オリーブの首飾り〜ポール・モーリア・ベスト・セレクション Vol.1 (2002年3月27日 ○UICY-8001)
2. エーゲ海の真珠〜ポール・モーリア・ベスト・セレクション Vol.2 (2002年3月27日 ○UICY-8002)
3. [再]コンドルは飛んで行く〜ポール・モーリア・ベスト・セレクション Vol.3 (2002年3月27日 ○UICY-8003)

Golden Hits Parade 2 ベスト・セレクション・シリーズ
1. あなたのとりこ〜ポール・モーリア・フレンチ・ポップス・ベスト・セレクション (2002年8月28日 ○UICY-8036)
2. 男と女〜ポール・モーリア・スクリーン・ミュージック・ベスト・セレクション (2002年8月28日 ○UICY-8037)
3. 愛よ永遠に〜ポール・モーリア・ポップ・クラシカル・ベスト・セレクション (2002年8月28日 ○UICY-8038)

MY DEAR MUSIC ベスト・セレクション・シリーズ
1. オリーブの首飾り〜ポール・モーリア・ベスト・セレクション Vol.1 (2006年6月28日 ○UICY-6253)
2. エーゲ海の真珠〜ポール・モーリア・ベスト・セレクション Vol.2 (2006年6月28日 ○UICY-6254)

定番ベスト・セレクション・シリーズ
1. オリーブの首飾り〜ポール・モーリア・ベスト・セレクション Vol.1 (2009年5月6日 ○UICY-80001)
2. 恋はみずいろ〜ポール・モーリア・ベスト・セレクション Vol.2 (2009年6月3日 ○UICY-80031)

定盤ベスト1200
1. 恋はみずいろ〜ポール・モーリア・ベスト VOL.1 (2017年10月25日 ○UICY-15617)
2. エーゲ海の真珠〜ポール・モーリア・ベスト VOL.2 (2017年10月25日 ○UICY-15618)

その他単品アルバム
1. オリーブの首飾り/ポール・モーリア・ベスト・ヒット (1976年 ●PTO-6001)
2. エマニエル夫人/ポール・モーリア・スクリーン・ベスト (1976年 ●PTO-6011)
3. トップスター・ゴールデン・コレクション18 ポール・モーリアのすべて/ペガサスの涙・失われた愛の世界 (1979年 ●FDX-7101)
4. オリーヴの首飾り, オータム・ストーリーのテーマ ポール・モーリア・ニュー・ベスト (1983年9月 ●28PP-64)
5. オリーブの首飾り, アイ・ライク・ショパン〜ポール・モーリア・グレイテスト・ヒッツ (1984年11月5日 ●28PP-88;  ○32PD-54, ○PPD-1095, ○PHCA-140)
6. エーゲ海の真珠〜ベスト・オブ・ポール・モーリア (1985年4月1日 ○32PD-28)
7. [再]サウンド・オブ・サイレンス/ポール・モーリア・スクリーン・ベスト・ヒッツ① (1985年4月1日 ○32PD-31)
8. [再]ロミオとジュリエット/ポール・モーリア・スクリーン・ベスト・ヒッツ② (1985年4月1日 ○32PD-32)
9. [再]エマニエル夫人/ポール・モーリア・スクリーン・ベスト・ヒッツ③ (1985年4月1日 ○32PD-33)
10. [再]フラッシュダンス/ポール・モーリア・スクリーン・ベスト・ヒッツ④ (1985年4月1日 ○32PD-34)
11. [再]ポール・モーリア・グレイテスト・ヒッツ (1985年8月1日 ○32PD-54)
12. [再]恋はみずいろ/ポール・モーリア・ラブ・サウンズ・ヒッツ (1985年8月1日 ○32PD-57)
13. [再]イエスタデイ/ポール・モーリア・ワールド・ヒッツ (1985年8月1日 ○32PD-58)
14. [再]オリーブの首飾り/ポール・モーリア・ヨーロピアン・ヒッツ (1985年8月1日 ○32PD-59)
15. [再]イエスタデイ・ワンス・モア/ポール・モーリア・アメリカン・ヒッツ Vol.1 (1986年4月5日 ○32PD-112)
16. [再]コパカバーナ/ポール・モーリア・アメリカン・ヒッツ Vol.2 (1986年4月5日 ○32PD-113)
17. [再]再会/ポール・モーリア・ヨーロピアン・ヒッツ (1986年4月5日 ○32PD-114)
18. '87 WHITE LIMITED 恋はみずいろ ポール・モーリア (1986年11月10日 ○30PD-187)
19. [再]ポール・モーリア・グレイテスト・ヒッツ (1989年12月21日 ○PPD-1095)
20. Digital ベスト・オブ・ポール・モーリア/愛の記念日 (1990年2月25日 ○PPD-19;  ○PHCA-167)
21. ポール・モーリア '90メモリアル・ベスト (1990年9月25日 ○PHCA-27)
22. [再]ポピュラー・アーティスト・ベスト・シリーズ 恋はみずいろ〜The Best ポール・モーリア (1991年12月5日 ○PHCA-3029)
23. ポピュラー定盤 ポール・モーリア・スタンダード・ベスト (1993年1月25日 ○PHCA-6126)
24. [再]ポール・モーリア・グレイテスト・ヒッツ (1993年6月25日 ○PHCA-140)
25. [再]スーパー・ナイス・プライス1400 恋はみずいろ ポール・モーリア (1994年4月25日 ○PHCA-14004)
26. [再]薔薇色のメヌエット〜ポール・モーリア・デジタル・ベスト (1994年10月21日 ○PHCA-167)
27. ｢恋はみずいろ｣｢オリーブの首飾り｣〜ポール・モーリア・ベスト25 (1996年1月25日 ○PHCA-5020;  ○PHCA-9001)
28. スクリーン・ヒッツ〜ポール・モーリア・ベスト25 (1996年1月25日 ○PHCA-5021;  ○PHCA-9002)
29. NEWポピュラー定番 恋はみずいろ〜ポール・モーリア・フレンチ・ポップス・ベスト (1996年7月15日 ○PHCA-4101;  PHCY-3023)
30. [再]恋はみずいろ/ポール・モーリア (1997年9月26日 PHCR-12538)
31. [再]｢恋はみずいろ｣｢オリーブの首飾り｣〜ポール・モーリア・ベスト25 (1997年11月21日 ○PHCA-9001)
32. [再]スクリーン・ヒッツ〜ポール・モーリア・ベスト25 (1997年11月21日 ○PHCA-9002)
33. ヴェリー・ベスト・オブ・ポール・モーリア〜ラスト・メモリーズ (1998年10月28日 ○PHCA-9014)
34. [再]恋はみずいろ〜ベスト・オブ・フレンチ・スタンダード/ポール・モーリア (2000年7月26日 PHCY-3023)
35. ベスト・オブ・ポール・モーリア (2004年3月24日 ○UICY-4145)
36. [再]名盤LP100選 グレイテスト・ヒッツ18 ポール・モーリア (2007年8月8日 ●UIJY-9014)
37. ありがとうポール・モーリア〜グレイテスト・ベスト (2007年11月7日 ○UICY-1392;  ○UICY-91021)
38. [再]SHM-CD仕様生産限定盤 ありがとうポール・モーリア〜グレイテスト・ベスト (2008年9月3日 ○UICY-91021)

#### 2枚組アルバム
スーパー・カスタム
1. 蒼いノクターン/ポール・モーリア・スーパー・カスタム・デラックス (1970年8月1日 ●FD-9047/8)
2. ビューティフル・スクリーン・テーマ/ポール・モーリア・スーパー・カスタム (1971年 ●FD-9093/4)

BEAUTIFUL DISQUE 7
1. ポール・モーリア・ストーリー/ホット24 (1971年6月1日 ■FD-9071/2)
2. ポール・モーリア・ストーリー/スウィート24 (1971年6月1日 ■FD-9073/4)

ベスト・アプローズ
1. ベスト・アプローズ・ポール・モーリア (1972年3月1日 ●FD-9201/2;  ●PM-9001/2)
2. ポール・モーリア スクリーン・テーマ・ベスト・アプローズ (1973年 ●FD-9255/6)
3. ベスト・アプローズ・ポール・モーリア Vol.2 (1973年11月25日 ■●FD-9271/2;  ●PM-9003/4)
4. [再]ベスト・アプローズ・ポール・モーリア Vol.1 (1974年4月 ●PM-9001/2)
5. [再]ベスト・アプローズ・ポール・モーリア Vol.2 (1974年4月 ●PM-9003/4)

Beatiful Disque'72
1. ポール・モーリア・フランシス・レイ/アダモ/マシアスの世界 (1972年 ●FD-9207/8)
2. ポール・モーリア・ビッグ・アイドルの世界 (1972年 ●FD-9209/10)

フランス直輸入限定盤
1. 楽団結成10周年記念 ポール・モーリア全集 Vol.1 (1974年6月5日 ●IMPF-10918/9)
2. 楽団結成10周年記念 ポール・モーリア全集 Vol.2 (1974年6月5日 ●IMPF-10256/7)
3. 楽団結成10周年記念 ポール・モーリア全集 Vol.3 (1974年6月5日 ●IMPF-10546/7)
4. ポール・モーリア全集アンコール編 ベスト・オブ・ベスト (1974年10月25日 ●IMPW-10079/80;  ●IMPK-10079/80)
5. ポール・モーリア全集アンコール編 ワールド・トップ・ヒッツ (1974年10月25日 ●IMPW-10081/2;  ●IMPK-10081/2)
6. [再]愛蔵盤ポール・モーリア全集第1巻 ベスト・ヒット全曲集 (1975年5月25日 ●IMPK-10079/80)
7. [再]愛蔵盤ポール・モーリア全集第2巻 ラブ・サウンズ・ヒット全曲集 (1975年5月25日 ●IMPK-10081/2)
8. 愛蔵盤ポール・モーリア全集第3巻 最新ヒット全曲集 (1975年5月25日 ●IMPK-10406/7)

SPOTLIGHT ON
1. ポール・モーリア・グレイテスト・ヒッツ24 (1976年11月25日 ●FDX-9201/2)
2. ポール・モーリア・グレイテスト・ヒッツ24 PARTⅡ (1977年3月25日 ●FDX-9281/2)

1978年特別企画限定盤
1. エーゲ海の真珠/コンドルは飛んで行く ポール・モーリア・愛の世界旅行 (1978年 ●FDX-9138/9)
2. ある愛の詩/ゴッドファーザー ポール・モーリア・映画音楽への誘い (1978年 ●FDX-9140/1)
3. 禁じられた遊び/恋のアランフェス ポール・モーリア・クラシックコンサート (1978年 ●FDX-9142/[再]FDX-9143)
4. シバの女王/Mr.サマータイム ポール・モーリア・フランスの詩情 (1978年 ●FDX-9144/[再]FDX-9145)
5. オリーブの首飾り/恋はみずいろ ポール・モーリアと青春のアイドルたち (1978年 ●FDX-9146/[再]FDX-9147)

BEST SOUND '81
1. 来日10回記念アルバム ポール・モーリア・グレイテスト・ヒッツ30 (1980年10月25日 ●20PP-31/2;  ○30PD-164/5, ○24PD-5/6, ○PHCA-3005/6, ○UPCY-6204/5)
2. 来日10回記念アルバム ポール・モーリア・スクリーン・ヒッツ24 (1980年10月25日 ●175R-111/2)

その他2枚組アルバム
1. 恋はみずいろ/ポール・モーリアのすべて (1969年8月25日 ●SFL-9070/71)
2. ポール・モーリア・ベスト・アルバム (1971年1月1日 ●FD-9121/2)
3. ポール・モーリア・ゴールデン・アンソロジー (1976年3月25日 ●PM-9005/6)
4. 世界の映画音楽全曲集①② ポール・モーリア映画音楽の世界 (1976年7月 ●FDX-9116/7)
5. 来日記念特別企画 スーパー・プラチナム/ポール・モーリア (1979年2月25日 ●FDX-9343/4)
6. ポール・モーリア・デラックス・パッケージ'82 <華麗な17年> (1981年 ■●20PP-34/5)
7. 恋はみずいろ・オリーブの首飾り/ポール・モーリア・ベスト (1984年10月21日 ●20PP-98/9)
8. [再]ポール・モーリア・ニュー・ベスト30 (1986年10月21日 ○30PD-164/5)
9. [再]ポール・モーリア・ニュー・ベスト30 (1988年10月21日 ○24PD-5/6)
10. [再]ポール・モーリア・ベスト30 (1990年9月5日 ○PHCA-3005/6)
11. ポール・モーリア/ベスト・ヒット50選 (1996年11月25日 ○PHCA-3058/9)
12. [再]ポール・モーリア/ベスト・ヒット50選 (1997年11月21日 ○PHCA-9004/5)
13. ポール・モーリア・グランド・オーケストラ・2000・エディション (2000年11月1日 ○UICY-1018/9)
14. [再]DIAMOND BEST ポール・モーリア・グランド・オーケストラ ベスト (2006年9月20日 ○UPCY-6204/5)
15. ポピュラー定番大全集/ポール・モーリア〜オリーブの首飾り (2008年3月29日 ○UICY-8067/8)
16. ポール・モーリアのすべて〜日本が愛したベスト50曲 (2013年6月5日 ○UICY-15206/7)
17. ポール・モーリアのすべて〜日本が愛したベスト50曲<DVD付デラックス・エディション> (2013年6月5日 [2CD+DVD]○UICY-15208)
18. プレミアム・ツイン・ベスト ポール・モーリア/恋はみずいろ (2014年6月25日 ○UICY-15291/2)
19. 生誕100年記念 ポール・モーリア夢のラブ・サウンズ (2025年06月25日 ○UICY-80608/9)

#### 3枚組アルバム
1. 映画音楽大全集/ポール・モーリア (1973年 ●FD-7010/2;  ●FD-7101/3)
2. [再]ポール・モーリア/映画音楽大全集 (1975年3月5日 ●FD-7101/3)
3. ポール・モーリア・ポップ・ヒット・大全集 (1976年5月 ●FD-7104/6;  ●FD-7116/8)
4. [再]ポール・モーリア/ラブ・サウンズ全曲集 (1977年 ●FD-7116/8)
5. 新編 ポール・モーリア映画音楽大全集 (1977年2月 ●FD-7107/9)
6. [再]ポール・モーリア/映画音楽全曲集 (1977年 ●FD-7119/21)
7. [再]リフレクション・アゲイン〜ポール・モーリア・ラヴ・サウンズ・ヒッツ (1994年10月21日 ○PHCA-16001/3)
8. [再]ロマンティック・ベスト/ポール・モーリア (1997年11月6日 ○PHCA-9006/8)

#### 4枚組以上のアルバム
1. ポール・モーリアLP500万枚突破記念 ポール・モーリア・ラブ・サウンズ全曲集 (1976年 ■FD-7101/6;  ■FD-7104/9, ■FD-7116/21)
2. [再]ポール・モーリア・ラブ・サウンズ全曲集 (1977年 ■FD-7104/9)
3. [再]ポール・モーリア・ラブ・サウンズ全曲集 (1977年 ■FD-7116/21)
4. ポール・モーリア全曲集 (1978年6月25日 ■FD-7122/7;  ■FD-7149/54)
5. [再]新編ポール・モーリア全曲集 (1982年 ■FD-7149/54)
6. ポール・モーリア大全集 (1985年12月1日 ○30PD-67/70;  ○24PD-1/4, ○PHCA-3001/4, □PHCA-9009/13)
7. [再]オーケストラ結成20周年記念 ポール・モーリア大全集 (1988年10月10日 ○24PD-1/4)
8. [再]ポール・モーリア大全集 (1990年9月5日 ○PHCA-3001/4)
9. ポール・モーリア GREAT BOX (1991年6月25日 □PHCA-3101/4)
10. [再]ポール・モーリア大全集 1998ニュー・エディション (1998年10月28日 □PHCA-9009/[再]PHCA-9013)
11. ポール・モーリア/ジャパニーズ・オリジナル・アルバム・コレクション Vol.1 (2004年1月21日 □UICY-9325/34)
12. ポール・モーリア/ジャパニーズ・オリジナル・アルバム・コレクション Vol.2 (2004年1月21日 □UICY-9335/44)
13. ポール・モーリア/ジャパニーズ・オリジナル・アルバム・コレクション Vol.3 (2007年11月7日 □UICY-90685/95)
14. ポール・モーリア/ジャパニーズ・オリジナル・アルバム・コレクション Vol.4 (2007年11月7日 □UICY-90696/706)
15. ポール・モーリアのすべて<70周年記念コレクション> (2013年6月19日 □[4CD+DVD]UICY-75626)

#### FONTANAレーベル発売分
1. アテンション! ポール・モーリア (1973年 ●PAT-1)
2. ポール・モーリア・ラブ・サウンズ・プレゼント (1974年10月 ●PAT-1001)

### キャニオンインターナショナル・レーベル
1. ポール・モーリア/アニバーサリー・ツアー・コレクション (1996年1月19日 ○PCCY-00883)
2. ポール・モーリア/ニュー・スタンダード〜愛のしずくを (1997年4月18日 ○PCCY-01113)
3. ポール・モーリア/スーパー・ベスト20 (1998年10月21日 ○PCCY-01296)
4. ポール・モーリア/スーパー・ベスト21 (2005年10月19日 ○PCCY-01755)
5. 決定盤!!ポール・モーリア/スーパー・ヒット ベスト (2010年5月19日 ○[CD+DVD]PCCK-20057;  ○PCCK-20102, ○PCCK-20137, ○PCCK-20188)
6. [再]決定盤!!ポール・モーリア/スーパー・ヒット ベスト (2014年10月15日 ○[CD+DVD]PCCK-20102)
7. [再]決定盤!!ポール・モーリア/スーパー・ヒット ベスト (2016年9月21日 ○[CD+DVD]PCCK-20137)
8. [再]決定盤 ポール・モーリア きらめきのストリングス〜恋はみずいろ〜 (2018年10月3日 ○[CD+DVD]PCCK-20188)
9. ポール・モーリア70周年記念 ザ・ベスト・オブ・ラブ・サウンド (2013年4月17日 ○PCCY-01954)
10. ザ・ゴールデン・ラヴ・サウンズ – ポール・モーリア100周年記念 (2025年7月23日 ○PCCY-60014)